# Naina Jeltsina
Naina Iosifovna Jeltsina (Russisch: Наина Иосифовна Ельцина) (Titovka, 14 maart 1932) is de weduwe van de eerste president van Rusland, Boris Jeltsin. Ze was van 10 juli 1991 tot 31 december 1999 de eerste first lady van Rusland.

## Levensloop

### Biografie
Naina Girina werd geboren in het dorpje Titovka in oblast Orenburg. Ze was de oudste van zes kinderen in het gezin Girin. Het gezin bestond naast Naina uit een dochter en vier zoons. Bij haar geboorte werd ze in de bevolkingsregister geregistreerd als Anastasia, maar iedereen noemde haar Naya of Naina. Op 25-jarige leeftijd veranderde ze officieel haar naam in Naina bij het paspoortkantoor, omdat ze niet kon wennen aan de officiële naam “Anastasia Iosifovna”. 
In 1955 volgde Naina de studie bouwuitvoering te Staats-Technische Universiteit van de Oeral in Jekaterinenburg.

### Huwelijk

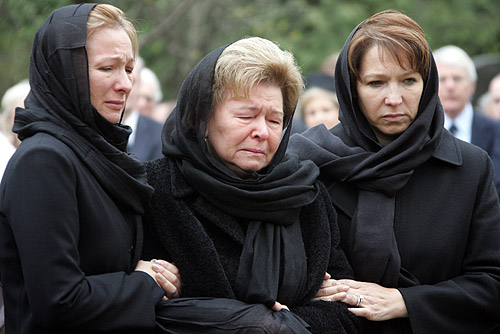
Naina Jeltsina met haar dochters Jelena en Tatjana op de begrafenis van Boris Jeltsin (2007)

In 1956 trouwde ze met Boris Jeltsin, die zij als student in Jekaterinenburg ontmoette. In 1957 werd haar eerste dochter Jelena geboren en in 1959 haar tweede dochter Tatjana. In 1985 verhuisde het gezin naar Moskou.

### Latere leven
Zoals de traditie wil, houdt de vrouw van een regeringsfunctionaris in Rusland zich politiek buiten de schijnwerpers, waardoor Jeltsina alleen te zien was in de gevallen waarin het protocol dit voorschreef. Uitgezonderd van enkele staatsbezoeken naar onder andere Finland, Zweden en China, was de staatsbegrafenis van haar overleden echtgenoot in april 2007 in Moskou een belangrijk openbaar optreden.